# Champagne-sur-Loue
Champagne-sur-Loue é uma comuna francesa na região administrativa de Borgonha-Franco-Condado, no departamento de Jura. Estende-se por uma área de 3,77 km². Em 2010 a comuna tinha 130 habitantes (densidade: 34,5 hab./km²).